# 400 West Market
El 400 West Market es un rascacielos en el centro de la ciudad de Louisville, en el estado de Kentucky. La estructura de 35 pisos y 167 m de altura fue diseñada por el arquitecto John Burgee con Philip Johnson como consultor. Fue el edificio más alto de Kentucky cuando se construyó por $ 100 millones en 1991. Su ceremonia de inauguración tuvo lugar en julio de 1991 con la ocupación inicial en octubre de 1992 y la ocupación final en abril de 1993. Originalmente llamada Capital Holding Building y más tarde Capital Holding Center, la estructura pasó a llamarse Providian Center y luego AEGON Center, ya que la empresa cambió de nombre y se vendió. AEGON abandonó el edificio en 2010 y el edificio pasó a llamarse 400 West Market en 2014.
Actualmente es el edificio más alto del estado de Kentucky, el edificio está construido con hormigón armado, a diferencia de la construcción de acero habitual para edificios de su altura. Una característica distintiva del edificio es la cúpula románica de 24 m de altura que refleja el nombre original del edificio de Capital Holding que se ilumina desde el interior por la noche. Los pisos superiores del edificio también están iluminados por la noche. La iluminación de 400 West Market cambia del blanco habitual a una combinación de rojo y verde desde el Día de Acción de Gracias hasta el Día de Año Nuevo.
El rascacielos tiene 58,868 m² de espacio alquilable para oficinas y 1,745 m² para tiendas.
El propietario original de 400 West Market era una sociedad limitada que consistía en Hines Interest, como socio general, y socios limitados japoneses. En abril de 2004, el grupo de inversión de David Werner compró el edificio.
Hay una estatua en la plaza de 400 West Market de Alysheba, ganador del Derby de Kentucky de 1987 y miembro del Salón de la Fama de las Carreras de EE. UU. En 1993.

## Galería

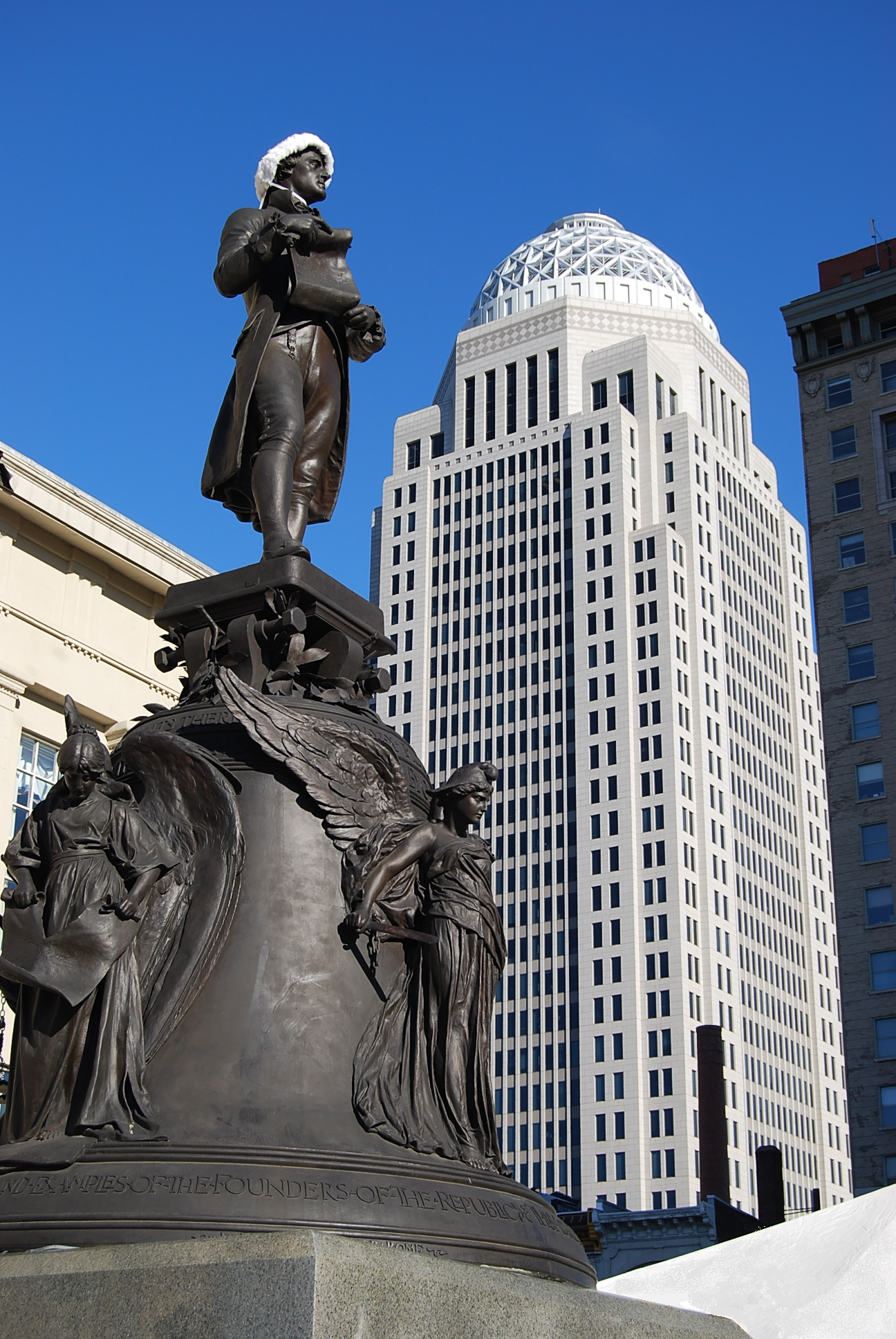
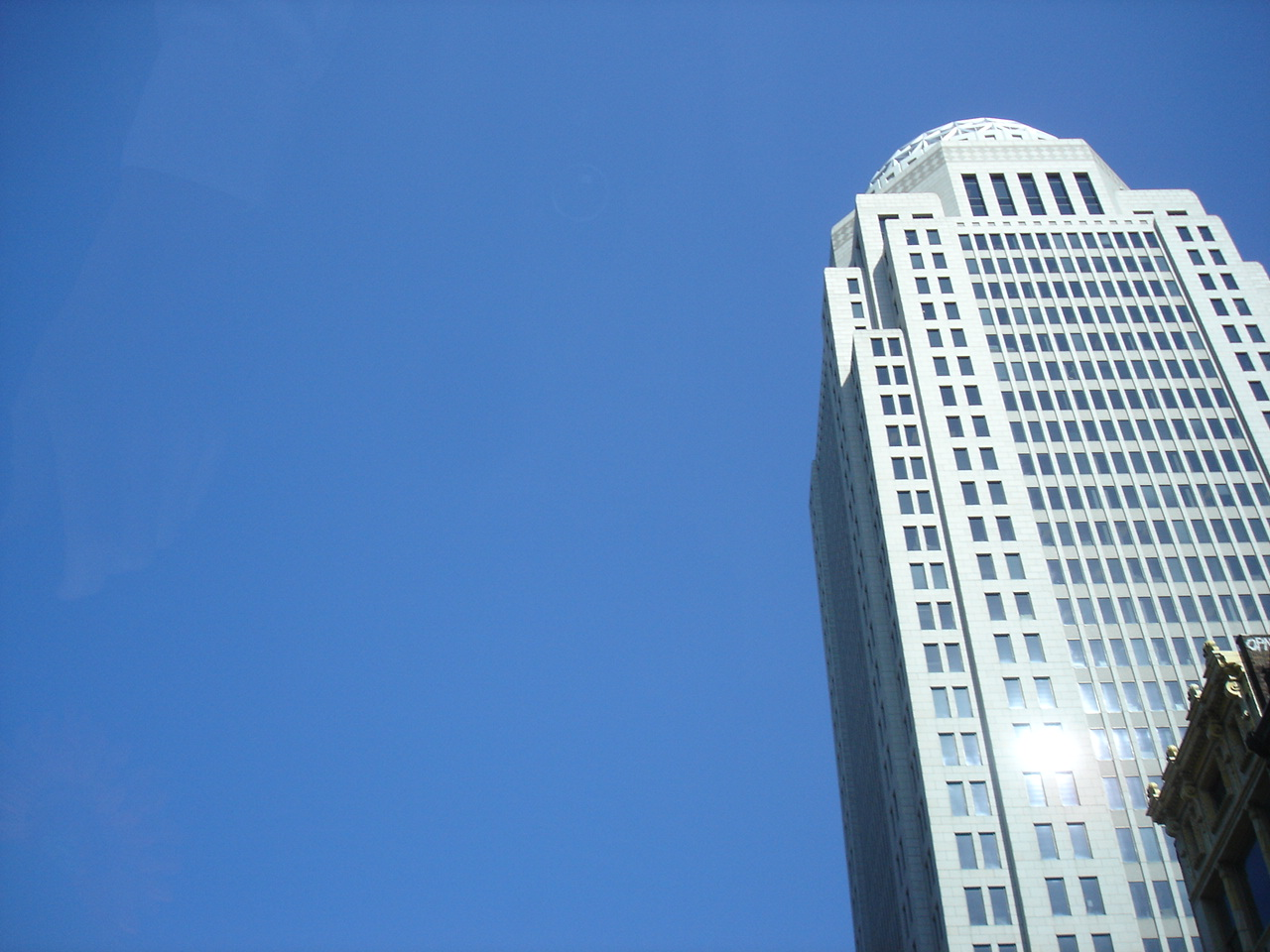
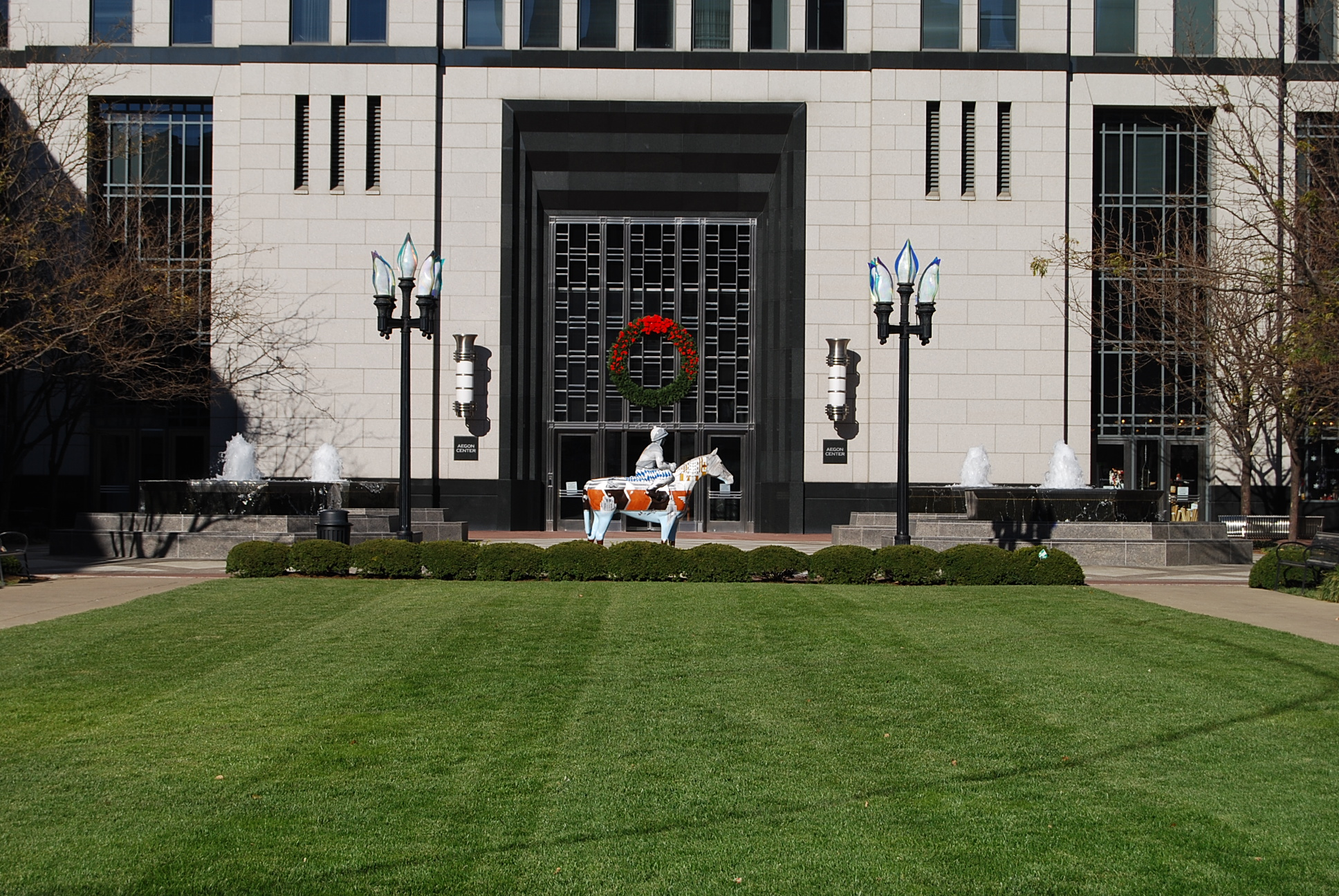